# Kmetijska raznovrstnost
Kmetijska raznovrstnost pomeni genetsko raznolikost v kmetijstvu in se že tisočletja uporablja pri divjih in gojenih rastlinah. V živinoreji so v preteklosti s selekcijo pomembnih lastnosti posameznih pasem dosegli boljšo produktivnost živali. Danes zaradi napredka znanosti ustvarjajo nove pasme živali in vrste rastlin, ki so bolj prilagojene okolju. Kmetijstvo, kot ga poznamo danes, je povsem odvisno od popolne zamenjave zapletenih naravnih ekosistemov z enostavnejšimi, v katerih je mnogo manj vrst. Agroekosistemi so zato najbolj napredni produktivni sistemi, vendar so hkrati tudi najbolj ranljivi in občutljivi na spremembe podnebja, rastlinske škodljivce in bolezni, živalske bolezni itd.

## Namen genetske diverzitete v poljedelstvu
Namen je izboljšati pridelek in vzgojiti nove vrste rastlin, ki se bolje prilagajajo spremembam v okolju (novim škodljivcem, boleznim, podnebnim razmeram). Rastlinski genetski viri so surovina za vzgojo novih vrst poljščin, ki pa po drugi strani predstavljajo osnovo za bolj plodne in odporne proizvajalne sisteme, ki lahko bolje kljubujejo suši ali pretirani paši ter zmanjšujejo možnosti za erozijo prsti.
Širjenje gojenja hibridov je povzročilo obsežno izginjanje genetske pestrosti in izginjanje tradicionalnih vrst in sort, še posebno v 60. letih dvajsetega stoletja. Rastline, ki jih človek uporablja danes, temeljijo na starejših sortah, ki so jih gojili in izboljševali naši predniki. V Indiji so v zadnjih 50 letih gojili približno 30.000 sort riža, nasprotno pa danes v ZDA gojijo le 4 sorte bombaža. To dejstvo nakazuje izgubo genetskega materiala, ki je bistvenega pomena za ustvarjanje novih sort, in zato tudi izgubo genetskega materiala za prihodnost, ki je potreben za nadaljnje uspešno gojenje in izboljševanje rastlin.

## Namen genetske diverzitete v živinoreji
Podobne pojave zmanjševanja biotske raznovrstnosti opažamo pri prenosu sistematičnega križanja živali v živinorejsko prakso ter izginjanju tradicionalnih in avtohtonih vrst in pasem živali.
V naravi se živali in vse vrste inbridinga (oplojevanje v ožjem sorodstvu) aktivno izogibajo, saj obstajajo močni naravni mehanizmi, ki to preprečujejo. Žal je človek pri ustvarjanju pasem inhibiral ali preprečil delovanje teh naravnih mehanizmov, saj je inbriding osnova ustvarjanja umetnih pasem ... od tu izvirajo številne dedne bolezni pasemskih živali. Rešitev takega stanja je genetski pretok - križanje z osebki iz drugih populacij, po možnosti naravnih, z osebki s čim bolj heterozigotnim genomi. Temu pojavu biološko rečemo križanje z osebki iz različnih populacij ali outbreeding. Izkušnje kažejo, da v takšnih primerih včasih lahko dobimo hibride z manjšo plodnostjo in manjšo viabilnostjo. Klub temu je »avtbriding« najboljši način, da odstranimo iz izrojene populacije alele, ki so krivi za inbridno depresijo, ki povroča različne dedne bolezni. 

## Razlogi za zmanjšanje genetske diverzitete
Pomembni razlogi za zmanjševanje biotske raznovrstnosti zaradi kmetijstva so:
- spremembe v pestrosti rastlin na pašnikih zaradi pretirane paše, na ozarah
- izguba pomembnih habitatov zaradi evtrofikacije ali spreminjanja le-teh v kmetijska zemljišča
- zmanjševanja pestrosti vrst znotraj kmetijskih sistemov zaradi sprememb gospodarjenja
- potiskanje vrst na meje njihovih naravnih habitatov ob nevarnosti, da izginejo
- osuševanje vodnih ekosistemov, izginjanje živih mej, jarkov in drugih elementov krajine zaradi povečevanja obsega kmetijskih zemljišč, kot tudi zaradi izginjanja običajnih plevelov in žuželk zaradi uporabe pesticidov in veterinarskih izdelkov, obsežne posledice

## Genetsko spremenjeni organizmi
Razvoj znanosti nam je drugim omogočil prenos dednega materiala med tistimi organizmi, ki po naravni poti ne morejo izmenjati svojih genov. Genetsko spremenjene organizme (GSO) danes uporabljamo predvsem v živilski in farmacevtski industriji, v zadnjem času pa tudi v poljedelstvu. Nekateri strokovnjaki takšne posege ocenjujejo kot neškodljive za ljudi oziroma okolje. Druge skrbijo nepredvidljivi stranski učinki.

## Posledica uporabe
Posledica uporabe genetsko raznovrstnih rastlin je veliko število krajevnih različic, ki jih gojijo kmetje na kmetijskih območjih. V Andih uporabljajo kmečke skupnosti okrog 3000 različnih vrst krompirja, na Javi pa lahko kmetje sadijo celo več kot 600 vrst na enem samem domačem vrtu.

## Posledica neuporabe
V 18. stoletju je bil na Irskem krompir najpomembnejši vir prehrane za tretjino prebivalstva. Kmetje so se zanašali na eno zelo plodno in donosno različico. Ta pa je podlegla krompirjevi rji. Zaradi tega je prišlo do lakote in posledično smrti ali selitve več kot 20 odstotkov prebivalstva.